# Comuna de Więcbork
Więcbork (polaco: Gmina Więcbork) é uma gminy (comuna) na Polónia, na voivodia de Cujávia-Pomerânia e no condado de Sępoleński.
De acordo com os censos de 2007, a comuna tem 13 434  habitantes, com uma densidade 55,4 hab/km².

## Área
Estende-se por uma área de 235,71 km², incluindo:
- área agricola: 61%
- área florestal: 26%

## Demografia
Dados de 30 de Março 2007:
|                      | Total   | Total | Mulheres | Mulheres | Homens  | Homens |
| -------------------- | ------- | ----- | -------- | -------- | ------- | ------ |
|                      | pessoas | %     | pessoas  | %        | pessoas | %      |
| População            | 13 434  | 100   |          | 50,3     | 6481    | 49,7   |
| Densidade (pop./km²) | 55,4    | 100   | 27,9     | 27,9     | 27,5    | 27,5   |

De acordo com dados de 2002, o rendimento médio per capita ascendia a 1307,66 zł.